# مارينا ليونوفا
مارينا كونستانتينوفنا ليونوفا (من مواليد 18 فبراير 1949 في موسكو) راقصة باليه، عازفة منفردة في مسرح البولشوي، معلمة باليه، عميد أكاديمية موسكو الحكومية للرقص، فنانات الشعب في الاتحاد الروسي عام 2003. حصلت على وسام الاستحقاق للوطن من الدرجتين الثالثة والرابعة، ووسام الشرف، وشارة "من أجل الخدمة التي لا تشوبها شائبة لمدينة موسكو"، وشارة وزارة الثقافة في الاتحاد الروسي " للمساهمة في الثقافة الروسية.

## نشأتها
عندما بلغت مارينا كونستانتينوفنا ليونوفا السابعة من عمرها، أخذتها والدتها إلى مجموعة الكوريغرافيا في قصر الرواد. ومنذ تلك اللحظة بدأت رحلتها في الباليه. من عام 1969 إلى عام 1989 كانت راقصة باليه، وبعد ذلك عازفة باليه منفردة في مسرح البولشوي الأكاديمي الحكومي وقصر المؤتمرات بالكرملين.
منذ عام 1991، بدأت مارينا كونستانتينوفنا في تدريس الرقص الكلاسيكي وأصبحت أستاذة مشاركة في قسم تصميم الرقصات في أكاديمية موسكو الحكومية للفنون. ثم أستاذة قسم الرقص الكلاسيكي، نائب رئيس الجامعة للعمل الإبداعي، عميد أكاديمية موسكو الحكومية للفنون من عام 1996.